# Pardines (Puèi Domat)
Pardines és un municipi al departament del Puèi Domat (regió d'Alvèrnia-Roine-Alps, França). L'any 2007 tenia 185 habitants.

## Demografia

### Població
El 2007 la població de fet de Pardines era de 185 persones. Hi havia 84 famílies de les quals 20 eren unipersonals (8 homes vivint sols i 12 dones vivint soles), 36 parelles sense fills, 20 parelles amb fills i 8 famílies monoparentals amb fills.
La població ha evolucionat segons el següent gràfic:
Habitants censats

### Habitatges
El 2007 hi havia 95 habitatges, 82 eren l'habitatge principal de la família, 9 eren segones residències i 4 estaven desocupats. 93 eren cases i 2 eren apartaments. Dels 82 habitatges principals, 69 estaven ocupats pels seus propietaris, 5 estaven llogats i ocupats pels llogaters i 8 estaven cedits a títol gratuït; 3 tenien una cambra, 3 en tenien dues, 14 en tenien tres, 22 en tenien quatre i 40 en tenien cinc o més. 63 habitatges disposaven pel capbaix d'una plaça de pàrquing. A 25 habitatges hi havia un automòbil i a 47 n'hi havia dos o més.

### Piràmide de població
La piràmide de població per edats i sexe el 2009 era:
| Homes | Edats   | Dones |
| ----- | ------- | ----- |
| 0     | 95 o +  | 0     |
| 0     | 90 a 94 | 0     |
| 4     | 85 a 89 | 0     |
| 0     | 80 a 84 | 4     |
| 8     | 75 a 79 | 4     |
| 8     | 70 a 74 | 0     |
| 0     | 65 a 69 | 8     |
| 0     | 60 a 64 | 0     |
| 16    | 55 a 59 | 12    |
| 16    | 50 a 54 | 12    |
| 8     | 45 a 49 | 8     |
| 4     | 40 a 44 | 4     |
| 8     | 35 a 39 | 0     |
| 4     | 30 a 34 | 4     |
| 8     | 25 a 29 | 4     |
| 4     | 20 a 24 | 0     |
| 4     | 15 a 19 | 0     |
| 4     | 10 a 14 | 0     |
| 8     | 5 a 9   | 8     |
| 4     | 0 a 4   | 0     |

## Economia
El 2007 la població en edat de treballar era de 136 persones, 92 eren actives i 44 eren inactives. De les 92 persones actives 86 estaven ocupades (48 homes i 38 dones) i 6 estaven aturades (3 homes i 3 dones). De les 44 persones inactives 21 estaven jubilades, 10 estaven estudiant i 13 estaven classificades com a «altres inactius».
El 2009 a Pardines hi havia 88 unitats fiscals que integraven 213 persones, la mediana anual d'ingressos fiscals per persona era de 17.274 €.
Dels 7 establiments que hi havia el 2007, 1 era d'una empresa extractiva, tres d'empreses de construcció, 1 d'una empresa de comerç i reparació d'automòbils i 2 d'empreses immobiliàries.
L'únic servei als particulars que hi havia el 2009 era un electricista.
L'any 2000 a Pardines hi havia 8 explotacions agrícoles que ocupaven un total de 355 hectàrees.

## Equipaments sanitaris i escolars
El 2009 hi havia una escola elemental integrada dins d'un grup escolar amb les comunes properes formant una escola dispersa.

## Poblacions properes
El següent diagrama mostra les poblacions més properes.